# Yuliya Gerasymova
Yuliya Gerasymova (en ukrainien : Юлія Герасимова — Ioulia Herasymova) est une joueuse de volley-ball ukrainienne née le 15 septembre 1989 à Odessa. Elle mesure 1,85 m et joue au poste de centrale.

## Clubs
| Club                      | De        | À         |
| ------------------------- | --------- | --------- |
| Khimik Youjne             | 2004-2005 | 2014-2015 |
| Orbita ZTMC-ZNU Zaporijia | 2015-2016 | 2015-2016 |
| TED Ankara Kolejliler     | 2016-2017 | 2017-2018 |
| Karayolları Spor Kulübü   | 2018-2019 | 2021-2022 |
| SK Prometey               | 2021-2022 | 2021-2022 |

## Palmarès

### Équipe nationale
- Ligue européenne
  - Vainqueur : 2017[3]

### Clubs
- Championnat d'Ukraine
  - Vainqueur : 2011, 2012, 2013, 2014, 2015.
  - Finaliste : 2016.
- Coupe d'Ukraine
  - Vainqueur : 2014, 2015.
  - Finaliste : 2011, 2012.